# Ferula downieorum
Ferula downieorum är en växtart i släktet Ferula och familjen flockblommiga växter.
Arten är en perenn ört som förekommer från södra Iran till västra Pakistan. Den beskrevs först som Dorema aureum av John Ellerton Stocks 1852, och fick sitt nu gällande namn av Krzysztof Spalik, Mehrnoush Panahi, Marcin Piwczyński och Radosław Puchałka 2015.